# 이란-이스라엘 전쟁
이란-이스라엘 전쟁은 2025년 6월 13일 이스라엘이 이란의 핵심 군사 및 핵 시설에 대한 공격을 개시하면서 시작된 이란과 이스라엘 간의 진행 중인 무력 충돌이며, 각각 후티와 미국의 지원을 받고 있다. 전쟁 초기, 이스라엘군은 불법적 핵개발에 참여한 이란의 최고 군사 지도자, 핵 과학자 및 정치인를 제거했고, 이란의 방공망과 일부 핵 및 군사 시설을 손상시키거나 파괴했다. 이란은 이에 대응하여 이스라엘의 군사 시설과 도시들에 미사일을 발사했다. 이란과 동맹 관계인 후티도 홍해 위기의 부속 작전으로 이스라엘에 여러 발의 미사일을 발사했다. 이스라엘을 이란 미사일과 드론으로부터 방어했던 미국은 전쟁 9일째 되는 날 이란 핵 시설 3곳을 공격하면서 공격 작전에 참여했다. 후티는 미국의 공격을 "선전포고"로 간주하고 2025년 5월 미국-후티 휴전을 일방적으로 파기했다.
현재 진행 중인 이스라엘-하마스 전쟁과 이로 인한 광범위한 지역적 파급 효과 외에도, 이 분쟁은 이스라엘과 이란 간의 수십 년에 걸친 적대감의 확전으로 간주된다. 이 기간 동안 이란은 이스라엘의 정통성에 도전하고 그 파괴를 요구했으며, 이스라엘은 이란의 핵 프로그램을 존재론적 위협으로 간주했다. 2015년, P5+1 6개국은 이란에 대한 제재를 해제하고 이란의 핵 프로그램을 동결하기 위해 포괄적 공동행동계획 핵 협상을 체결했지만, 2018년 도널드 트럼프 미국 대통령이 탈퇴했으며, 이후 이란은 농축 우라늄을 비축하기 시작했고, IAEA는 이란의 핵 시설을 감시할 능력을 잃었다. 2023년 10월 7일 공격과 그에 따른 이스라엘-하마스 전쟁 이후의 중동 위기 (2023년~현재) 동안 이스라엘은 이란의 대리 세력인 하마스와 헤즈볼라를 약화시켰다. 직접적인 충돌은 2024년 4월 이스라엘이 다마스쿠스 주재 이란 영사관을 폭격하여 이란 고위 관리들을 살해한 후 시작되었으며, 이후 양국은 4월과 10월에 공격을 주고받았다. 후자의 이스라엘 공습은 이란의 러시아 공급 방어 S-300 미사일 시스템을 파괴하여 잠재적인 미래 이스라엘 공습의 길을 열었다. 2025년 이스라엘 공격이 시작되기 하루 전, IAEA는 20년 만에 처음으로 이란이 핵 의무를 불이행했다고 밝혔다.
이스라엘의 공격으로 이란의 여러 군사 지도자, 이슬람 혁명 수비대 (IRGC) 지도자, 최소 10명의 선도적인 핵 과학자 그리고 이란 보건부와 반정부 단체인 HRANA에 따르면 200명 이상의 이란 민간인이 사망했다. 이란 외교부는 이란에 대한 처음 세 차례의 이스라엘 공격으로 70명 이상의 이란 여성과 어린이가 사망했다고 밝혔다. 이스라엘과 미국의 공습으로 나탄즈 핵 시설, 이스파한의 우라늄 변환 시설, 포르도 농축 시설이 심각하게 손상되었다. 이스라엘은 또한 타브리즈 근처의 미사일 단지, 케르만샤 지하 미사일 시설, 그리고 테헤란과 피란샤르 근처의 IRGC 시설을 공격했다. 이 공격으로 공공 기반 시설도 손상되었다. 이란의 첫 보복 공격에는 약 100발의 미사일과 100대의 드론이 포함되었다. 이러한 공격과 이후의 보복 공격으로 24명이 사망했으며, 모두 민간인이다. 이란 미사일은 민간인 아파트, 대학교, 병원을 타격했다.
이스라엘의 공격은 독일, 우크라이나 및 미국으로부터 승인을 받았고, 이들은 이란이 핵 협상에 신속히 동의해야 한다고 밝혔다. 다수의 서방 세계 국가들은 폭력을 규탄하며 이스라엘과 이란 양측에 긴장 완화를 촉구했다. 캐나다, 프랑스, 영국은 이스라엘이 자위권을 가지고 있다고 밝혔다. 유엔은 우려를 표명하며 자제를 촉구했다.
일부 법학자들은 이스라엘의 공격을 국제법 위반으로 보았으며, 볼리비아, 브라질, 중화인민공화국, 쿠바, 러시아, 남아프리카 공화국 정부도 같은 견해를 보였다. 이스라엘의 초기 공격은 이슬람 세계 전역에서 규탄 받았는데, 여기에는 이집트, 요르단, 파키스탄, 그리고 튀르키예가 포함된다.
6월 23일 EDT 오후 6시 2분, 트럼프는 이스라엘과 이란 간의 휴전 합의가 6월 25일까지 실행될 것이라고 선언하며, 이 분쟁을 "12일 전쟁"이라고 불렀다. 이란은 이스라엘이나 미국으로부터 휴전 제안을 받은 적이 없다고 말하며 이 선언에 이의를 제기했다.

## 배경

### 가자 전쟁
이스라엘의 이란 공격은 현재 진행 중인 이스라엘-하마스 전쟁과 이스라엘군의 레바논, 예멘, 시리아, 점령된 요르단강 서안 지구에서의 군사 활동을 포함한 광범위한 지역적 파급 효과 중에 발생했다.

### 이란-이스라엘 분쟁
이스라엘은 팔라비 왕조와 긴밀한 관계를 유지해왔지만, 이란 혁명으로 왕정이 전복되고 루홀라 호메이니가 이끄는 반서방 이슬람 공화국이 수립되었다. 그 이후로 이란 정부는 이스라엘을 파괴하겠다고 반복적으로 천명해왔다. 호메이니는 이스라엘과의 협력을 중단하고, 무슬림들에게 친서방 정부를 전복하고 이스라엘 파괴를 위해 움직일 것을 촉구했으며, 팔레스타인 점령지에 대해 비난했다. 시간이 지나면서 이란은 이스라엘에 대한 적대감을 더욱 고조시켜 아랍 국가들의 지지를 얻으려 했다. 이란의 현재 최고지도자 알리 하메네이는 이스라엘을 "암덩이"라고 여러 차례 언급하며, 이스라엘이 파괴될 것이라고 말하고, 이스라엘에 맞서는 어떤 단체나 국가든 이란의 지원을 받을 것이라고 천명했다. 이스라엘은 이란의 핵 프로그램을 존재론적 위협으로 간주하며, 이란이 핵무기를 개발할 것을 우려하고 있다.
2024년, 양국은 수십 년간의 대리 분쟁 이후 처음으로 공개적이고 직접적으로 서로를 공격했다. 2024년 4월, 2024년 다마스쿠스 주재 이란 영사관 공습에서 이스라엘의 공습으로 이란군 장교들이 사망했다. 이란은 이에 2024년 4월 이스라엘에 대한 공습으로 보복했고, 이스라엘은 이란에 공습으로 재보복했다. 2024년 7월, 이스라엘은 이란의 수도 테헤란에서 하마스 지도자 이스마일 하니예를 암살했다. 그리고 2024년 9월 레바논에서 헤즈볼라 지도자 하산 나스랄라와 저명한 IRGC 사령관 아바스 닐포루샨을 암살했다. 2024년 10월에는 이란이 이스라엘을 공격했고, 이스라엘이 이란을 공격했다. 후자의 이스라엘 공격은 이란의 러시아 공급 방어 S-300 미사일 시스템을 파괴했다.

### 이란의 핵 프로그램
베냐민 네타냐후 이스라엘 총리는 이란의 핵 프로그램을 이스라엘이 이란을 선제 공격한 이유로 들었다. 이란은 자국의 핵 프로그램이 오직 평화적인 목적이며 핵무기를 개발할 의도가 전혀 없다고 주장했다. 그러나 이 나라는 1980년대와 1990년대에 AMAD 프로젝트라는 비밀 핵무기 프로그램을 개발했고, 많은 핵과학자들은 원심분리기등 건설을 두고 정상적인 평화적 핵시설이 아니라고 평가해왔다 , 미국 정보기관의 평가에 따르면 이 프로그램은 2003년에 중단되었다. 미국 정보기관은 이란이 핵무기를 개발하고 있지 않으며 최고지도자 알리 하메네이도 아마드 프로젝트 재개를 승인하지 않았다고 주장했다.
2025년 3월, 국가정보국장 털시 개버드는 미국 정보공동체가 "계속해서 이란이 핵무기를 개발하고 있지 않으며 최고지도자 알리 하메네이도 핵무기 프로그램을 승인하지 않았다"고 평가한다고 증언했다.
2025년 4월, 트럼프는 이란의 핵 프로그램에 관한 미국과 이란 간의 협상을 발표했다. 백악관은 이란이 핵폭탄 개발을 위한 합의를 확보할 두 달의 시한을 주었으며, 이 시한은 이스라엘의 공격 하루 전에 만료되었다.
6월 12일, 즉 이스라엘의 공격이 시작되기 하루 전, IAEA는 20년 만에 처음으로 이란이 핵 의무를 불이행했다고 밝혔다. IAEA 사무총장 라파엘 그로시는 IAEA가 "핵무기 개발을 위한 체계적인 노력의 증거를 전혀 가지고 있지 않다"고 말했다. 하루 후, 이스라엘은 이란에 대한 공격을 시작했다.

### 저항의 축
이스라엘은 1982년 레바논 전쟁 이후 헤즈볼라를 포함한 이란 대리 세력과 전쟁을 벌여왔다. 2023년 10월 7일 공격에서 가자 지구의 이란 대리 세력인 하마스가 이스라엘-하마스 전쟁을 시작했으며, 이후 이스라엘은 하마스와 레바논의 이란 대리 세력인 헤즈볼라를 심각하게 약화시켰고, 예멘의 후티도 공격했다. 이는 이란의 억지력을 약화시키고 이란의 고립을 심화시킨 것으로 평가된다.

### 발표
네타냐후는 나탄즈의 주요 농축 시설, 핵 과학자, 그리고 탄도 미사일 프로그램의 일부를 목표로 하는 일어서는 사자 작전의 시작을 발표했다. 네타냐후는 이란의 핵 노력이 "이스라엘의 생존에 대한 명백하고 현재적인 위협"이라고 묘사하며, 이번 행동으로 "우리는 아랍 이웃들도" 이란의 침략으로부터 "방어한다"고 강조했다. 그는 작전이 "우리에 대한 전멸 위협을 막는 임무를 완수하는 데 필요한 기간 동안" 계속될 것이라고 말했다.
공격 발표 연설에서 네타냐후는 "수십 년 동안 테헤란 지도자들은 공개적으로 이스라엘의 파괴를 요구해왔다. 그들은 핵무기 프로그램으로 그들의 집단학살 수사를 뒷받침해왔다"고 말했다. 네타냐후는 또한 이스라엘이 공격한 이유가 "막지 않으면 이란이 매우 짧은 시간 안에 핵무기를 생산할 수 있기 때문"이라고 밝혔다. "1년이 될 수도 있고, 몇 달 안에, 1년도 채 안 될 수도 있다." 공격 이후 네타냐후는 이스라엘의 전쟁이 이란 정부를 상대로 한 것이며 이란 국민을 상대로 한 것이 아님을 재차 강조했다. 네타냐후는 상황이 전개됨에 따라 안보 내각을 소집했다.

## 이스라엘의 공격

### 6월 13일
- 나탄즈 핵 시설의 이스라엘 공습 지점
- 테헤란 건물에 대한 영향
- 테헤란에 대한 이스라엘 공습 이후

2025년 6월 13일 이른 시간, IDF는 이란의 핵 시설, 군사 기지 및 기반 시설, 그리고 주요 군 사령관들을 목표로 한 대규모 공격을 시작했다. 이스라엘 시간 오전 6시 30분 기준, 이스라엘 공군은 5차례의 공습을 감행했으며, 200대 이상의 전투기가 동원되어 약 100개의 목표물에 330개 이상의 탄약을 투하했다. 이스라엘의 표적에는 나탄즈 핵 시설과 이란 핵 프로그램의 다른 기반 시설이 포함되었으며, 공습으로 인한 핵 사고는 발생하지 않았다. 한편, 모사드는 이란의 방공 시스템과 미사일 기반 시설을 파괴했다. 이스라엘 관계자는 모사드가 정밀 무기를 밀반입하고 테헤란 근처에 비밀 드론 기지를 설립했으며, 이는 방공망을 무력화하여 이스라엘 항공기의 제공권을 확보하는 데 사용되었다고 밝혔다.
오후 초반, 이스라엘은 타브리즈에서 공습을 실시했으며, 타브리즈 국제공항 인근 지역을 겨냥한 것으로 알려졌다. 폭발은 또한 하마단 공군기지 파르친 군기지, 그리고 지하에 위치한 포르도 농축 시설에서도 발생했다. IDF는 이후 하마단과 타브리즈 공군기지, 이스파한 핵 기술 연구 센터를 타격했다고 확인했다. 이란 매체는 이란 영공에서 이스라엘 전투기 최소 2대가 격추되었으며, 여성 조종사 1명이 생포되었다고 보도했다. IDF는 이를 부인했다.

### 6월 14일

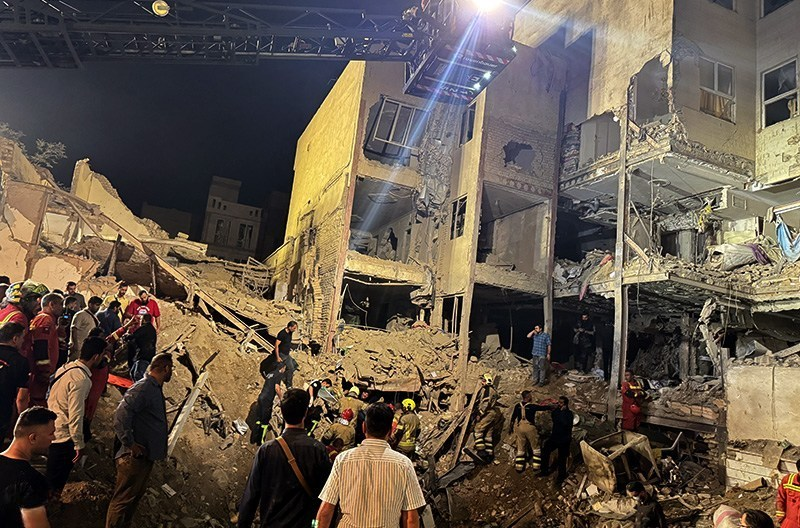
2025년 6월 14일 나르마크 공격 이후 잔해

6월 14일 이른 새벽, 이란 언론은 테헤란 메흐라바드 국제공항에서 폭발이 발생했으며, 이어서 해당 시설에서 대형 화재가 발생했다고 보도했다. 이란 방공망이 이스파한 상공에서 이스라엘 발사체에 대응 사격을 가했다고도 보도되었다. 그리고 이란 북서부에서 정찰 임무 중이던 이스라엘 드론과 교전을 벌였다고도 보도되었다. IDF는 이후 이란 서부의 지하 시설을 폭격했다고 밝혔으며, 해당 시설은 탄도 미사일 및 순항 미사일을 보관 중인 장소로 알려졌다. 이란은 골람레자 메흐라비 장군과 메흐디 라바니 장군의 사망을 확인했다. 이란은 또한 이스라엘 F-35 전투기 세 대를 격추하고 조종사 두 명을 생포하고 한 명을 사살했다고 확인되지 않은 주장을 했다. IDF는 공군 사상자나 피해에 대한 주장을 반복적으로 부인했다. 이란의 이란 석유부는 부셰르주 내 두 곳의 유전 시설에 대한 공격을 발표했으며, 이로 인한 화재로 가스 생산이 중단되었다. 적신월사는 이스라엘이 이란의 31개 주 중 18개 주를 공격했다고 밝혔다. 저녁에 IDF는 테헤란의 "군사 목표물"에 대한 새로운 공습을 발표했다. 이 공격은 석유 및 휘발유 저장소를 타격하여 샤흐란 지역의 전력을 차단했으며, 이란 국방부 본부와 국방혁신연구소 건물을 타격했다.

### 6월 15일
테헤란의 이란 법무부 건물에 대한 공격이 보고되었고, IAF는 이후 마슈하드 국제공항에 있는 급유기를 폭격했다고 밝혔다. 이는 역사상 가장 먼 작전 중 하나일 가능성이 있다. 이스라엘은 또한 이란의 지대지 미사일과 군사 기지, 그리고 이란 외교부를 공격했다. 미사일 공격으로 이슬람 혁명 수비대 정보국장과 정보국 부국장이 사망했다. 공습과 더불어 다섯 대의 차량 폭탄이 테헤란 전역에서 폭발했으며, 정부 및 핵 관련 시설 근처에서도 폭발이 일어났고 여러 핵 과학자가 사망했지만, 이스라엘 관계자는 어떠한 개입도 부인했다. IDF는 이란 민간인들에게 시라즈의 무기 공장과 군사 기지 주변 지역에서 대피하라고 경고했다.

### 6월 16일

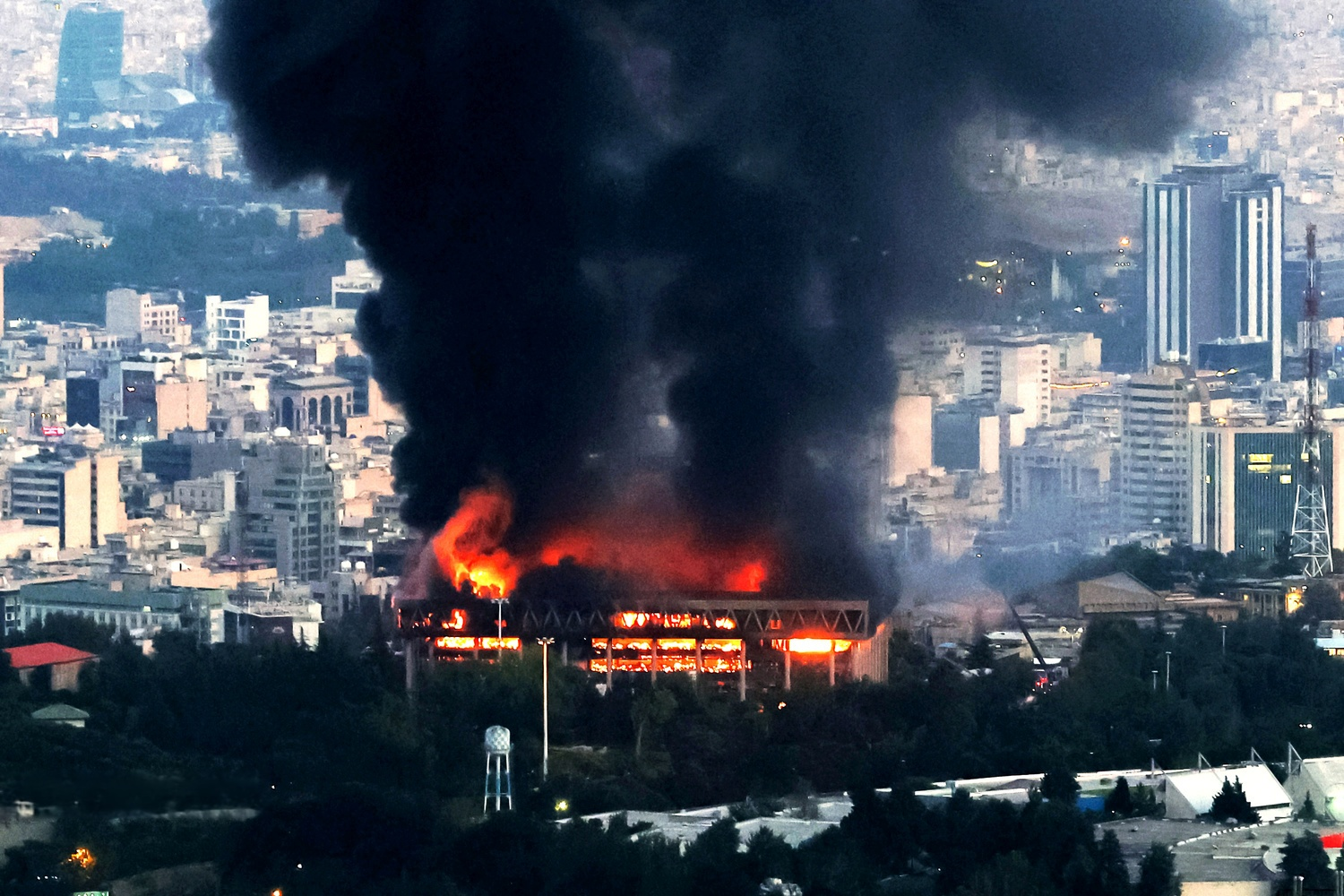
2025년 6월 16일 테헤란의 IRIB 스튜디오에 대한 이스라엘의 공격

IDF는 테헤란에 있는 쿠드스군 지휘본부를 타격했다. 이란 국제 뉴스에 따르면 포르도 핵 시설 주변에서 폭발음이 들렸다. IDF의 공격은 파르친 군사 시설 주변에서도 있었던 것으로 알려졌다. IRGC의 안사르 알마흐디 군단은 잔잔주의 이주르드군에서 발생한 공격으로 사령관과 병사 한 명이 사망했다고 보고했다.
IDF는 이란 내 120개의 지대지 미사일 발사대를 파괴했으며, 에피 데프린 준장은 이란 미사일 발사대의 30%가 파괴되었다고 말했다. 또한 테헤란과 곰 사이에 있는 무기 수송대를 파괴했다고 밝혔다. IRNA는 이스라엘군이 케르만샤의 파라비 병원을 공격하여 상당한 피해를 입혔으며, 케르만샤 미사일 공장의 최소 15개 건물이 이스라엘에 의해 타격되었다고 보도했다. 이스라엘은 생중계 중이던 이란 국영 방송 IRIB을 폭격했으며, 이 공격으로 최소 1명의 IRIB 직원이 사망했다. 이스라엘은 테헤란 일부 지역 주민들에게 대피 명령을 내렸고, 이란 서부의 미사일 발사대를 공격했다. IDF는 자국 드론이 이란의 F-14 두 대를 파괴했다고 밝혔다. 누르 통신은 이란군이 타브리즈 상공에서 F-35를 격추했다고 보도했다. IDF는 이란 정보기관의 고위 관리 여러 명이 머물고 있던 건물을 공격하여 이란 정보국장과 다른 주요 고위 관리들을 사살했다. 모하마드 카제미, 하산 모하케크, 모하마드 하타미가 공습으로 사망한 것으로 확인되었다. 이란 국제 뉴스에 따르면, 최고지도자 알리 하메네이는 이스라엘의 공격으로 인한 "정신 건강의 심각한 악화"로 인해 고위 지휘관들에 의해 중요한 전략적 의사결정 자리에서 물러났다. 이는 IRGC 정보기관과 이란 최고국가안보회의 구성원들에 의해 이루어졌다고 전해졌다.

### 6월 17일
IDF는 카탐 알안비야 사령부의 사령관으로 임명된 지 며칠 만에 알리 샤드마니 소장을 암살했다. 《예루살렘 포스트》에 따르면, 샤드마니는 수십 명의 IRGC 장교들과 함께 사살되었다. 이스라엘은 이란 서부의 군사 목표물에 "여러 차례의 대규모 공격"을 감행하여 미사일 발사대와 UAV 저장 시설을 표적으로 삼았다고 밝혔다. 메흐르 통신에 따르면, 이스라엘 로켓이 카샨의 검문소를 타격하여 3명이 사망하고 4명이 부상당했다. IRNA에 따르면 이스라엘군이 테헤란의 주거 건물을 공격했으며, 적신월사가 잔해에서 3명을 구조했다고 보도했다. 국영 세파흐 은행이 사이버 공격을 받았으며, 해커 그룹 프레더토리 스패로우가 책임을 주장했다. 이스라엘 전투기들은 이란 서부의 미사일 발사대를 공격했으며, 이란군은 감시 항공기를 포함한 28대의 "적대 항공기"를 격추했다고 주장했다. 이스라엘은 후자의 주장을 부인했다. IDF는 60대의 전투기를 사용하여 이스파한의 이란 탄도 미사일 발사대에 대한 "여러 차례의 대규모 공격"을 감행했으며, 공격 중 12개의 미사일 저장 및 발사 시설이 타격되었다고 밝혔다.

### 6월 18일
IDF는 전투기 50대가 테헤란의 약 20개 건물을 공격했으며, 여기에는 탄도 미사일의 원료, 부품, 제조 시스템을 생산하는 공장들이 포함되었다고 밝혔다. 이란 매체는 IDF가 IRGC 관련 대학과 코지르의 미사일 공장을 공격했다고 보도했다. IDF는 또한 70개의 미사일 배터리를 파괴했다고 주장했다. 이스라엘은 또한 핵 원심분리기 생산 시설을 공격했으며, IAEA는 카라지의 TESA 단지와 테헤란 연구 단지에 대한 공격을 확인했다.
오전에 이스라엘은 테헤란의 여러 지역을 공격하고 테헤란 18지구 주민들에게 대피 명령을 내렸다. 이스라엘에 따르면, 이란의 내부 안보 본부가 공격 중 파괴되었다. 이란 적신월사 건물도 공격받은 것으로 알려졌다. 이란 매체는 이란군이 바라민의 자바다바드 지역에서 "적대적인" F-35 전투기를 격추했다고 보도했다.
오후에 IDF는 25대의 전투기를 동원하여 이란 서부의 40개 군사 목표물을 공격했으며, 여기에는 준비된 에마드 미사일 발사대, 미사일 저장 시설, 그리고 병사들이 포함되었다. 현재까지 에피 데프린 IDF 대변인은 이란 내 1,100개의 목표물이 이스라엘에 의해 타격되었다고 밝혔다. 그는 또한 5대의 AH-1 헬리콥터가 오전에 케르만샤에서 공격받았다고 덧붙였다. 이후 IDF는 헬리콥터 3대를 추가로 파괴했다고 발표했다. IDF는 이후 60대의 전투기가 테헤란의 20개 목표물을 대상으로 한 공습에 참여했으며, 여기에는 무기 제조 시설, 원심분리기 생산 시설, 그리고 핵 연구 개발 장소들이 포함되었다고 발표했다.

### 6월 19일
이스라엘 공군은 6월 18일 밤 동안 테헤란에 공습을 감행했다. 오전에 이스라엘은 방공 및 미사일 생산 시설을 포함한 이란의 수십 개 군사 시설을 공격했다. IDF는 나탄즈에 있는 핵무기 개발 공장을 공격했다고 밝혔다.
IR-40 원자로 원자로 격납 건물의 아라크 핵 단지는 직격탄에 의해 파괴되었으며, 인접한 증류탑도 파괴되었다. 이날 일찍 이스라엘은 아라크와 혼다브 주변 지역 주민들에게 대피하라고 말했다. 이스라엘은 방사능 누출 위험이 없다고 밝혔다. IAEA는 원자로가 "가동되지 않았고 핵 물질을 포함하지 않았다"고 밝혔다. IDF는 이란 미사일 발사대의 3분의 2를 파괴했다고 믿는다고 밝혔다. IDF는 자국 드론이 탄도 미사일 발사대를 수리 중인 이란 병사들을 공격했다고 주장했다.

### 6월 20일

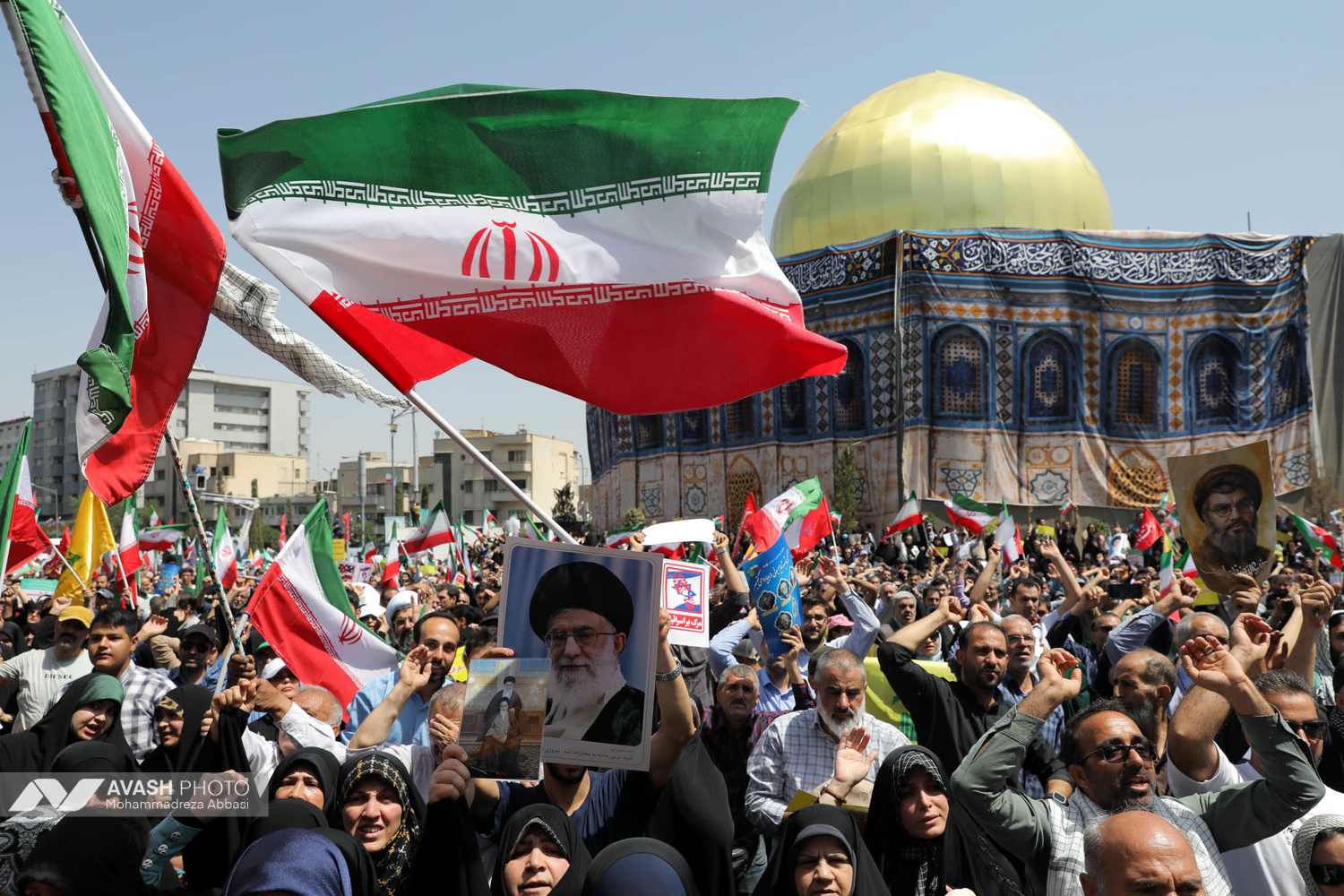
2025년 6월 20일 테헤란에서 이스라엘의 이란 공격에 항의하는 시위

이스라엘 방위군(IDF)은 밤사이 이란의 여러 군사 시설을 공격했다고 발표했으며, 여기에는 미사일 생산 시설과 테헤란의 핵 연구소도 포함되어 있었다. 주요 목표 중 하나는 SPND 프로그램 본부였는데, 이는 이란의 국방 연구 및 개발을 담당하며 핵무기 개발에 관여한 것으로 알려진 기관이다. IDF는 이날 오전 이란의 미사일 발사대 35기를 파괴했다고 말했다.
한 이란 언론은 이스라엘 드론이 테헤란 기샤 지구의 주거용 건물을 공격했다고 보도했다. 보도에 따르면, 공격 대상은 바시즈 소속의 군사 기지였다. 또 다른 이란 언론은 이름이 공개되지 않은 핵 과학자가 테헤란에서 이스라엘에 의해 암살당했다고 보도했다. IDF는 간단한 성명을 통해 자신들이 이란 서부 및 중부의 군사 기반 시설을 목표로 하고 있다고 밝혔다.

### 6월 21일
이스라엘은 이스파한의 세 건물을 공습했으며, 이란 언론은 핵 시설이 목표가 되었다고 보도했다. 이스라엘 국방장관 이스라엘 카츠는 곰에서의 아파트 공습을 통해 쿠드스군의 사에드 이자디 지휘관을 제거했다고 밝혔는데, 그는 하마스 주도의 2023년 10월 7일 이스라엘 공격에 관여했던 “팔레스타인 지부”의 책임자였다. 또한 IRGC 사령관 베흐남 샤리야리는 차량 타격으로 사망했다. 이란은 10번째 핵 과학자인 이사르 타바타바이-감셰의 사망을 공식 확인했다.
유엔 산하 IAEA는 이스파한 핵 연구 단지 내 원심분리기 작업장이 이스라엘 공습으로 파괴되었으며 이는 세 번째로 파괴된 시설이라고 밝혔다. 위험한 물질 누출은 없었다. 해당 작업장은 우라늄 농축에 사용되는 기계를 제조하는 곳이었다고 한다.
이스라엘 군용기가 곰의 주거용 건물을 공격했으며, 나자파바드, 말라르드, 이스파한, 테헤란 등지에서도 폭발이 보고되었다. 이스라엘의 공습은 이스파한의 핵 시설을 목표로 했다고 이 지역 부지사가 파르스 통신에 밝혔다. 파르스 통신은 이스파한에서 방공 시스템이 작동했다고 보도했다. IDF는 시라즈에 있는 군사 시설을 타격했다고 밝혔으며, 인명 피해는 없었다고 전했다. 이스라엘 공습 이후, 테헤란에 있는 이란 사이버 경찰청 본부가 심각한 피해를 입었다.
IDF는 아바즈 지역의 수십 개 군사 목표를 전투기 30대를 동원해 약 50발의 탄약으로 공격했다고 발표했다. 목표에는 탄도미사일 저장소와 레이더 기지가 포함되어 있었다. 테헤란에서의 공습으로 암살된 하산 나스랄라 헤즈볼라 지도자의 전 경호원과 카타이브 사이이드 알슈하다 소속의 대원이 사망했다. 이어 IDF는 약 60대의 전투기가 저녁 시간에 이란 중부 지역을 공습해 F-14 전투기 3대를 파괴했다고 발표했다.

### 6월 22일
IDF는 밤사이 이란의 여러 군사 시설을 공격했다고 발표했으며, 여기에는 미사일 생산 시설과 테헤란의 핵 연구소도 포함되어 있었다. 주요 목표 중 하나는 SPND 프로그램 본부였는데, 이는 이란의 국방 연구 및 개발을 담당하며 핵무기 개발에 관여한 것으로 알려진 기관이다. IDF는 이날 오전 이란의 미사일 발사대 35기를 파괴했다고 말했다.
폭발음은 또한 부셰르에서도 들렸다. 이란 매체는 이스라엘이 야즈드의 발전소와 군사 기지를 공격했다고 보도했다. IDF는 이스파한, 부셰르, 아바즈, 야즈드 지역에 대한 동시 공격을 확인했으며, 30대의 전투기가 약 60발의 탄약을 투하했다고 밝혔다. 목표 중에는 야즈드의 '이맘 후세인' 전략 미사일 본부, 이란 드론 연대 본부, 방공 배터리 공장, 미사일 발사대, 드론 저장 시설이 포함되어 있었다. 이 공격으로 발사대에서 작전 중이던 여러 이란 군인이 사망했다.
이후, IDF는 20대의 전투기가 케르만샤와 하마단의 탄도 미사일 발사대, 위성, 레이더 및 테헤란 중심부의 방공 시스템을 포함한 목표물에 30발의 탄약을 투하했다고 밝혔다. 이란 매체는 이란 방공 시스템에 의해 이스라엘 헤르메스 900 드론이 격추되었다고 보도했다.

### 6월 23일
이스라엘의 공격은 이란 서부, 동부, 중부에 위치한 6개 비행장을 타격했으며, 활주로, 지하 시설, 급유기를 목표로 삼았다. 이 공격으로 F-14, F-5, AH-1 등 이란 전투기 및 헬기 15대가 파괴되었다. 이스라엘은 또한 케르만샤의 미사일 발사대와 저장 시설을 공격했다. IRGC는 호라마바드에서 이스라엘 엘비트 헤르메스 900 드론을 격추했다.
이란 국영 언론은 모사드와의 연루 혐의로 유죄 판결을 받고 교수형에 처해진 마지드 모사예비라는 스파이의 사형을 보도했다.
약 50대의 이스라엘 전투기가 테헤란에 광범위한 공격을 감행했으며, 2시간 동안 100발 이상의 탄약을 투하했다. IDF는 군사 지휘 센터와 기반 시설, 내부 보안군을 목표로 삼았으며, 이스라엘 관계자는 수백 명의 IRGC 병사들이 사망했다고 추정했다. 공격받은 곳에는 바시즈 본부, 에빈 교도소 및 팔레스타인 광장 카운트다운 시계가 포함되었다. 또한, 이스라엘은 포르도의 접근 경로를 공격했다고 밝혔다. 이 공격은 에빈 교도소 입구를 타격했으며, 이스라엘 외무장관 기데온 사르는 "자유 만세"라고 게시했다. 이란 소식통은 이스라엘이 에빈의 발전소를 공격하여 정전을 유발했으며, 샤히드 베헤시티 대학교도 공격했다고 밝혔지만, 대학교 자체는 이를 부인했다.

## 미국의 공격

### 6월 22일

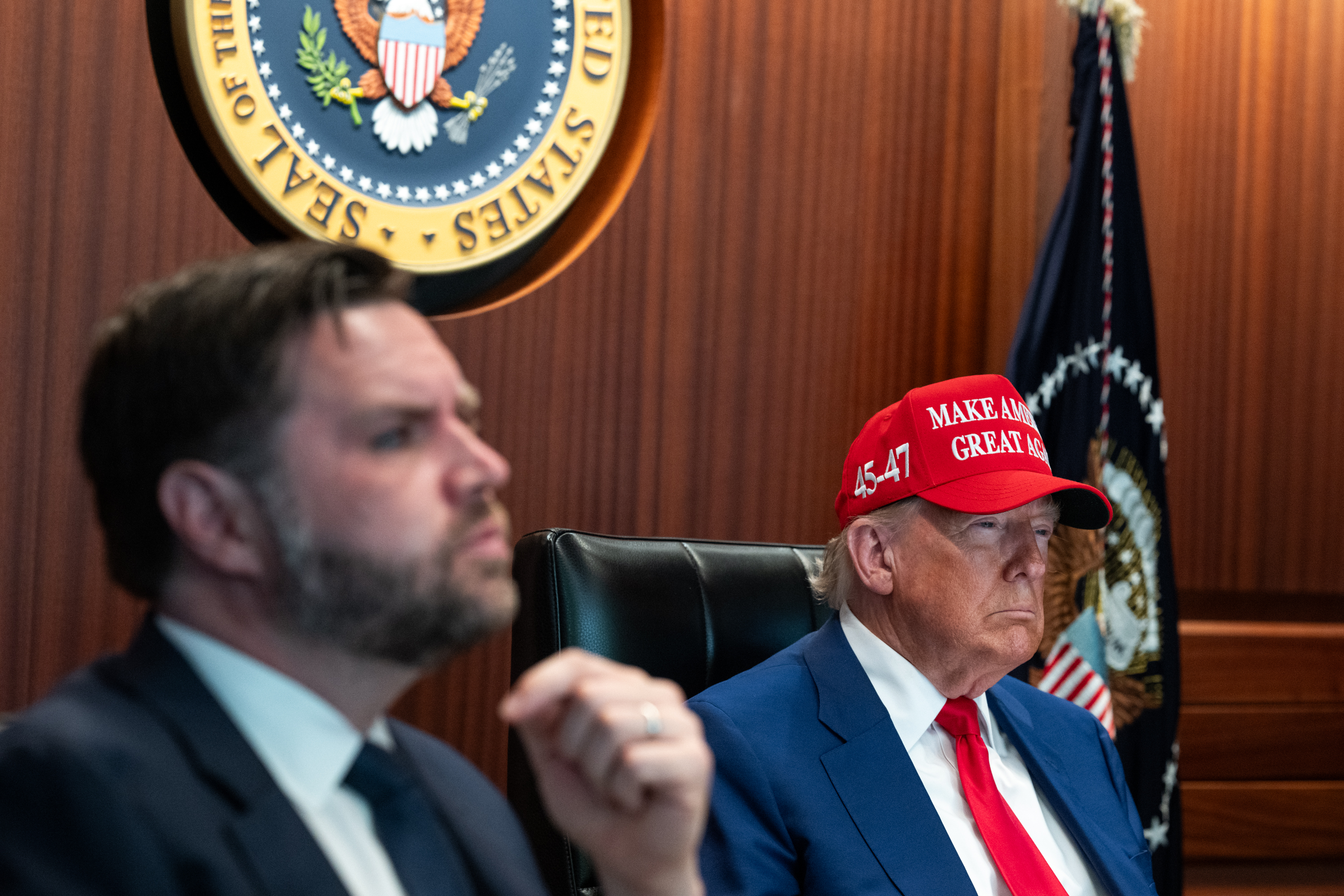
공격 중 백악관 상황실의 도널드 트럼프 대통령과 JD 밴스 부통령

6월 22일, 미국은 이스라엘 측에 가세하여 전쟁에 참전했으며, B-2 폭격기와 토마호크 미사일을 동원해 포르도 농축 시설, 나탄즈, 이스파한을 포함한 이란의 핵 시설 3곳을 공습했다. 트럼프 대통령은 해당 시설들이 "완전히 파괴됐다"고 밝혔으나, 이란 정부는 포르도 시설이 심각한 피해를 입지 않았다고 말했다. IRIB는 포르도의 출입 터널만 파괴되었을 뿐, 본 시설은 손상되지 않았다고 전했다.
공격 직후 AP (통신사)는 포르도 시설의 위성 이미지를 공개했다. 이 이미지들은 시설 입구가 흙으로 막혀 손상되었고, 시설 아래 산에 여러 개의 큰 구멍/분화구가 있음을 보여주었다. 공격 이전에 시설의 위성 이미지는 물류 증가를 보여주었으며, 여러 트럭/중장비가 현장 근처에 모여 이란의 핵 물질 이동 가능성을 시사했다. 이후 이란 소식통은 로이터에 공격 이전에 농축 우라늄의 대부분을 알 수 없는 장소로 옮겼다고 알렸다.
IAEA에 따르면, 미국의 공격 이후 이란의 핵 시설에서 새로운 방사능은 감지되지 않았다. 이스라엘은 공격 계획에서 미국과 "완전히 협력"했다고 밝혔다. 적신월사의 책임자인 피르호세인 콜리반드는 공격으로 인한 사망자는 없다고 밝혔다.

## 이란의 공격

### 6월 13일

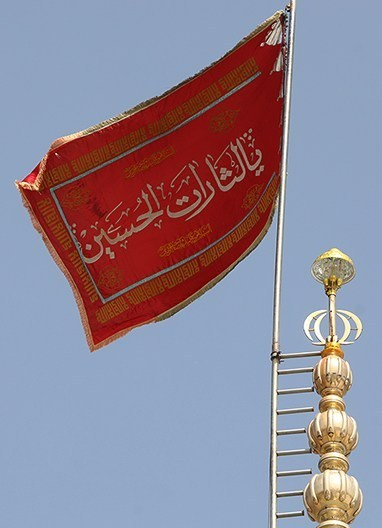
선지 이스라엘 공격 이후 잠카란 모스크 돔 위에 휘날리는 "오 후세인의 복수자여" 깃발.

이스라엘의 공격 이후, 이란 지도자들은 "강력한 보복"을 약속했으며, 중동 전역의 군사 기지에 주둔 중인 이스라엘 및 미국 군대를 공격할 것이라고 말했다. 얼마 후, 이란은 "진실한 약속 3호 작전"이라는 암호명으로 군사 기지 및 공군 기지를 목표로 한 미사일과 드론 공격을 시작했다. IDF 에피 데프린 준장에 따르면, 이 공격에는 100대 이상의 샤헤드 드론이 포함되었다. 미국은 이라크 주둔 미군 일부를 철수시키고, 역내 미군 가족 구성원의 대피를 승인했다. 현지 시간 약 오후 9시, 즉 미사일 수십 발이 타격하기 10분 전, 이스라엘 시민들에게는 공격이 임박했다는 전화 경고가 발송되었다. 일부 이란 미사일은 텔아비브의 목표물, 특히 베긴 로드 근처의 하키리아 군사 본부를 타격했고; 다른 미사일들은 격추되었다. 요르단의 수도 암만에서 사이렌이 울렸다. 드론 일부는 요르단 영공에서 요르단 왕립 공군에 의해, 일부는 사우디아라비아와 시리아 상공에서 이스라엘 공군에 의해 요격되었다. 이스라엘 소식통들은 이후 민간인 대피 명령이 해제되었으며, 대부분 혹은 모든 드론이 파괴된 것으로 보인다고 전했다. 요르단 이르비드에서는 요격된 드론이 민가에 떨어지면서 3명이 부상을 입었다.
마겐 다비드 아돔에 따르면 최소 63명의 이스라엘인이 부상을 입었으며–1명은 위독, 1명은 중상, 8명은 경상, 나머지는 가벼운 부상–1명이 사망했다. 중태를 입은 민간인 여성은 이후 사망했다. 7명의 군인이 경상을 입었다. 이스라엘 소방 및 구조 서비스는 텔아비브에서 피격된 건물에서 2명을 구조했으며, IDF 본토 사령부는 도시의 다른 건물에서 민간인 1명을 추가로 구조했다. IDF는 약 150발의 탄도 미사일이 두 차례에 걸쳐 발사되었다고 추산했으며, 피해는 거의 없었다. 한편, 후티도 예멘에서 예루살렘을 겨냥해 탄도 미사일을 발사했다. 이 미사일은 요르단강 서안 지구 헤브론에 떨어져 팔레스타인인 5명이 부상을 입었다.

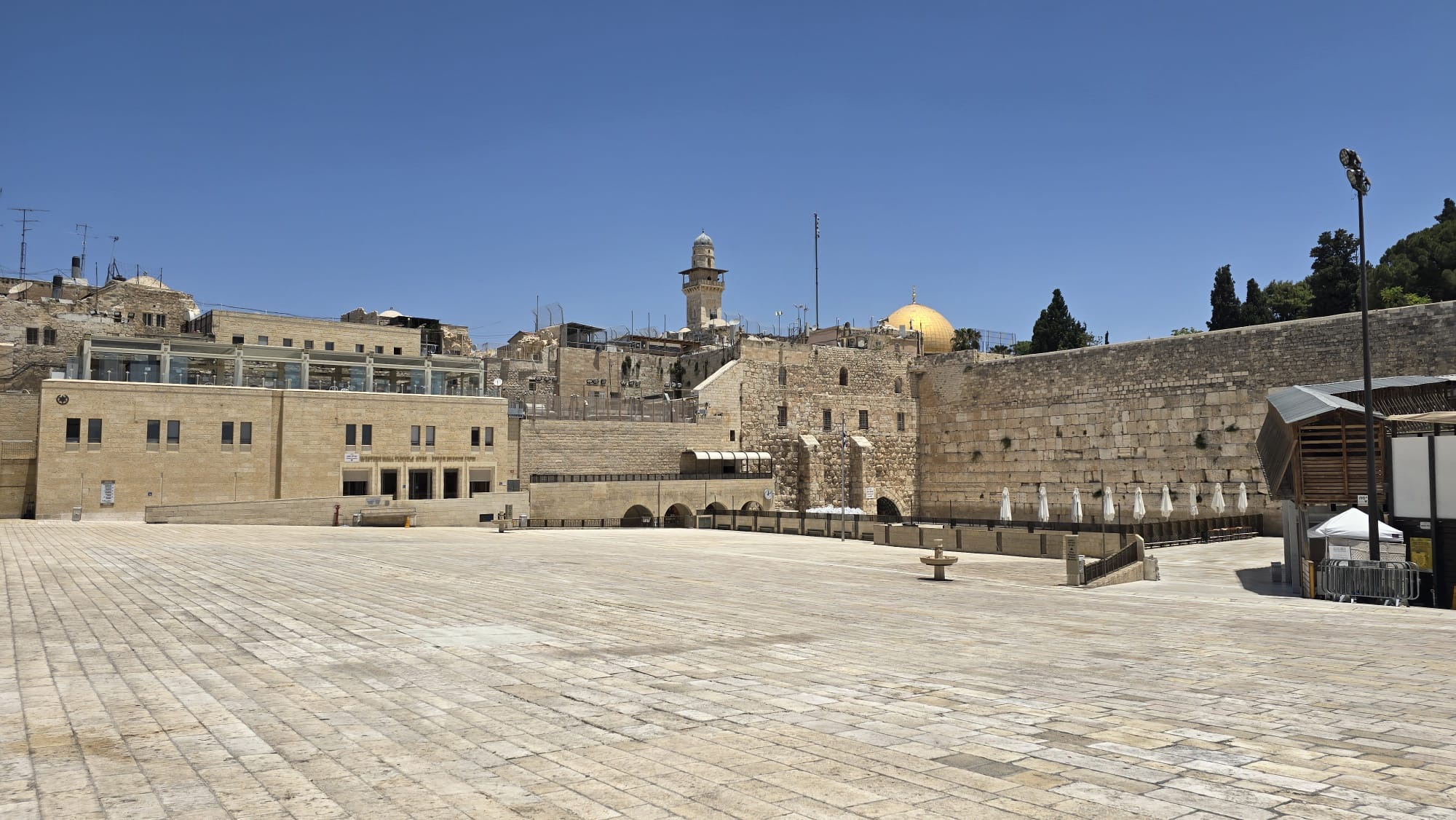
통곡의 벽 광장 2025년 6월 13일 대피 명령 발령

### 6월 14일
오전에 이란은 수십 발의 미사일로 구성된 또 다른 공격을 시작했으며, 7명이 부상당했다. 이란은 이스라엘에 5차 미사일 공격을 감행했으며, 미국의 도움을 받아 날아오는 미사일을 요격했다. 부상당한 민간인의 수는 60명이 넘었으며, 여러 주택이 심하게 파손되었고, 최소 2명의 민간인이 사망하고 20명 이상이 부상당했다. IDF는 이란이 밤새 200발의 탄도 미사일을 발사하여 개방된 지역도 타격했다고 발표했다. 소수의 미사일만이 방공망을 회피하여 주거 지역을 타격했고 텔아비브, 라마트간, 리숀레지온에서 사상자를 발생시켰다고 주장했다.
신화통신사에 따르면, 여러 이란 미사일이 이스라엘로 향하는 길에 시리아 영공을 통과했으며, 최소 두 발의 미사일이 다라주 (시리아 남부)에 떨어졌다. 보도에 따르면, 여러 아랍 국가들이 이란 드론 격추에 참여하거나, 레이더 정보를 공유하여 드론 파괴를 도왔다.
밤에는 이란이 북부 이스라엘을 목표로 또 다른 미사일 공격을 감행하여 5명이 사망하고 최소 23명이 부상당했다. 하이파의 바잔 정유소 근처에서도 화재가 발생하여 파이프와 송전선이 손상되었다.

### 6월 15일

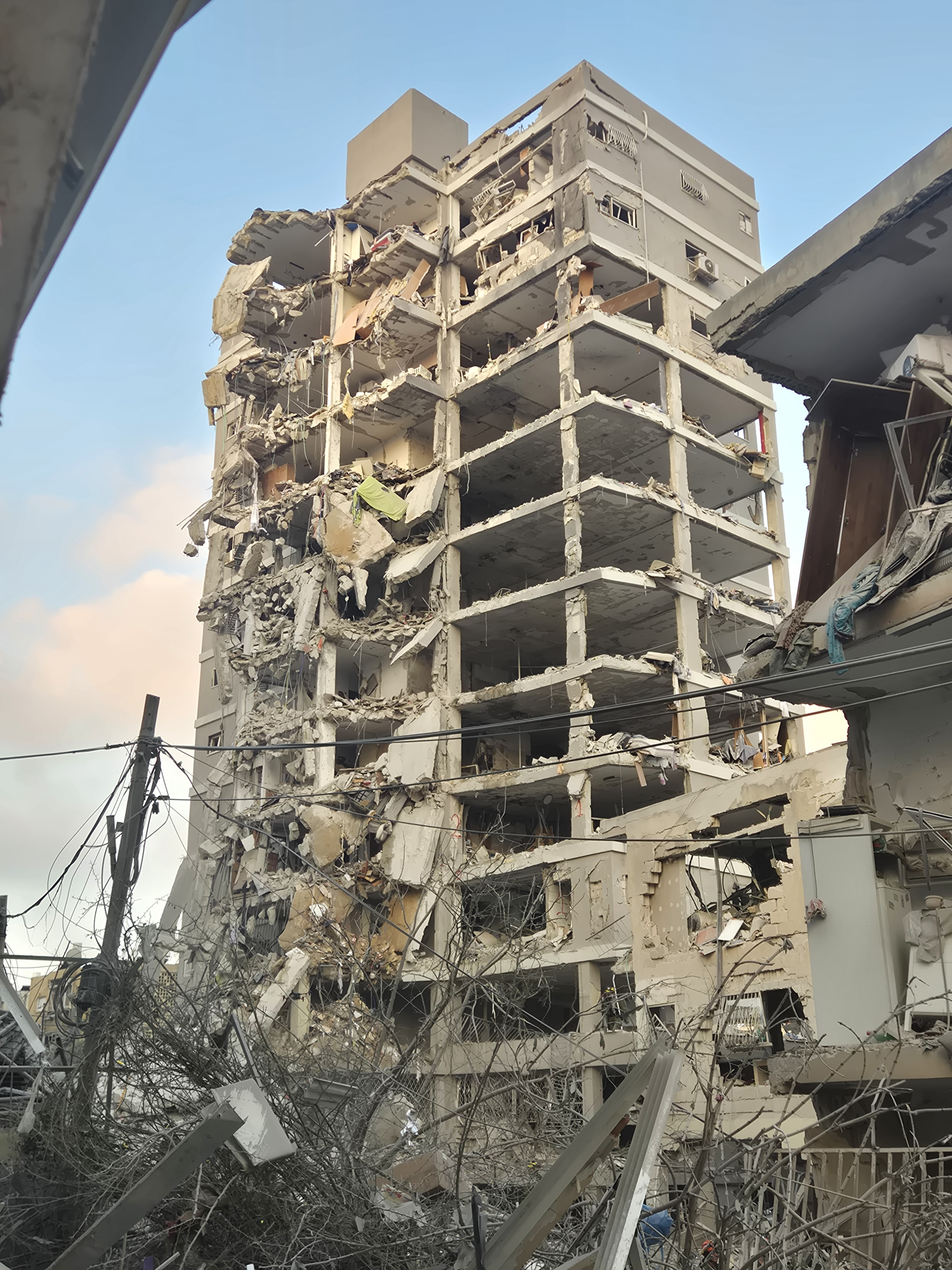
바트얌에서 이란의 공격 후 모습

6월 15일 오전, 이란과 예멘의 후티는 동시에 탄도 미사일을 발사하여 바트얌과 레호보트의 건물, 키리앗 에크론의 쇼핑몰, 그리고 텔아비브를 타격했다. 츠비카 브로트 시장에 따르면 바트얌에서 61개 건물이 피해를 입었다. 9명이 사망했고, 약 200명이 부상당했다. 이스라엘은 나중에 대부분의 미사일을 요격했으며, 나머지는 이스라엘 영토로 진입하지 못했다고 밝혔다.
레호보트에서 이란 미사일은 바이츠만 과학 연구소를 타격했으며, 수십 개의 다른 건물도 손상되었다. IDF는 이스라엘 중부가 예멘에서 날아온 미사일에 공격받았다고 보고했으며, 이는 후티가 이란군과 협력하여 팔레스타인 2 탄도 미사일을 발사했다고 밝히면서 확인되었다. 이란 미사일의 잔해도 요르단강 서안 지구의 두 곳에 떨어졌다. 샤하브급 미사일은 알비레에서 지붕 화재를 일으켰으며, 요격된 미사일 파편은 사아르 외곽에 떨어져 세 명의 어린이가 부상당했다.
그날 늦게 이란은 이스라엘에 여러 발의 탄도 미사일로 구성된 공격을 감행했지만, 이란은 또한 카이사리아, 즉 네타냐후 가족 집 근처 지역에 미사일을 발사했다. IDF는 미사일이 요격되었고, 최소 50발의 로켓이 격추되었다고 발표했다. 저녁에는 이란이 이스라엘에 여러 차례 미사일 공격을 감행하여 하이파에서 7명, 키리앗 가트에서 1명이 부상당했으며, 화재와 재산 피해도 발생했다.

### 6월 16일

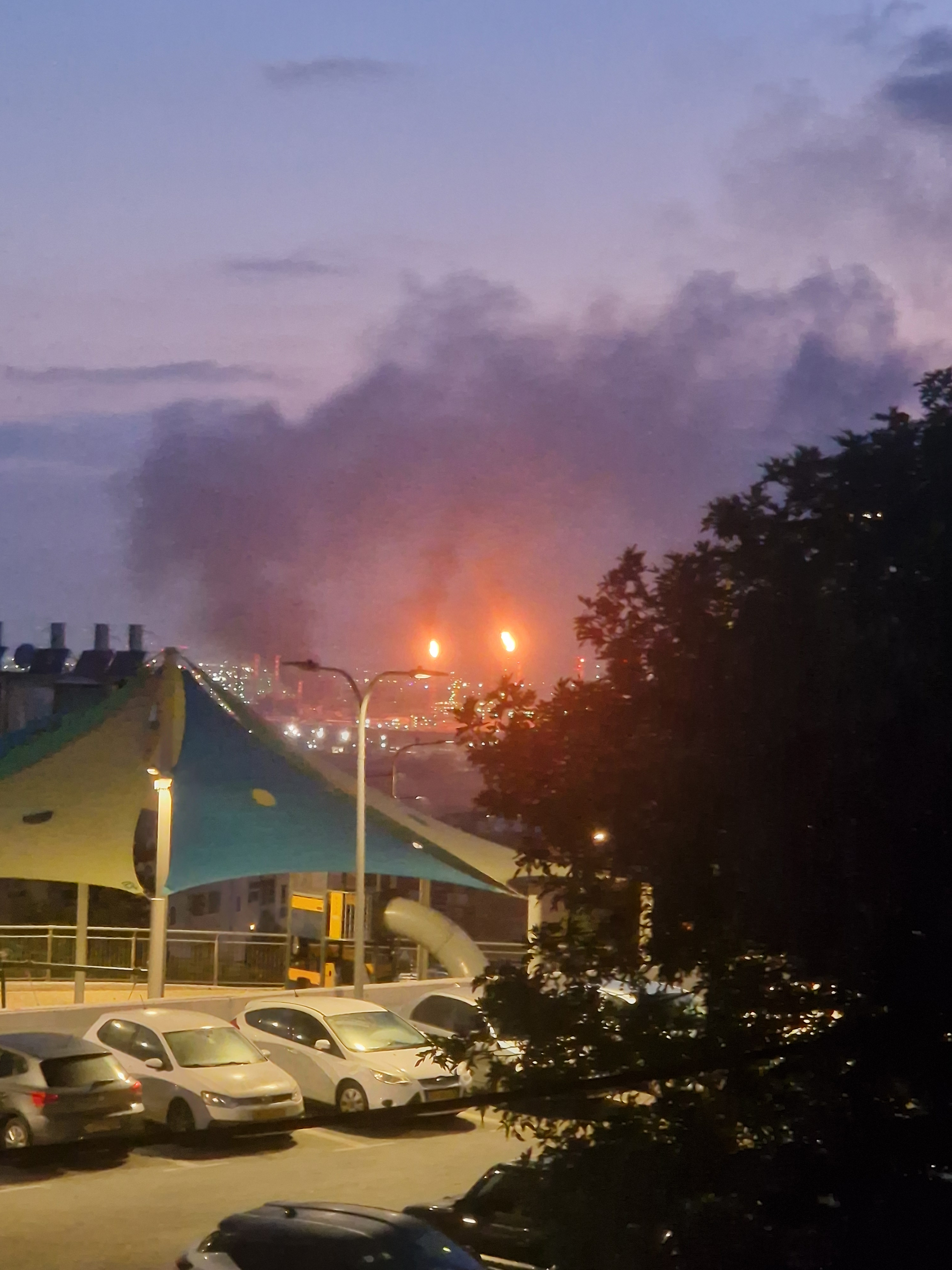
2025년 6월 15일 밤부터 16일 아침까지 하이파 정유 공장에 대한 이란의 공격

6월 16일, 이란은 이스라엘에 또 다른 미사일 공격을 감행했으며, 파편이 텔아비브 주재 미국 대사관 분관에 피해를 입힌 것으로 보고되었다. 텔아비브의 한 학교와 브네이브라크, 하이파, 페타티크바의 주택들이 타격을 입었다. 8명의 민간인이 사망하고 90명 이상이 부상당했다. 이스라엘은 밤새 287명이 입원했다고 보고했다. 하이파의 정유 공장도 표적이 되어 심각한 피해를 입어 폐쇄되었고, 3명의 노동자가 사망했다. 퀀시 책임국정 연구소의 부총재인 트리타 파르시에 따르면, 연이은 이란의 미사일 공격으로 이스라엘의 방어력이 약화되어 이전보다 더 많은 미사일이 통과할 수 있게 되었을 수 있다. 공격 이후, 이스라엘은 현재까지 24명의 사망자가 발생했으며, 대부분은 방공호 밖에서 발생했고, 30~60발씩 집중된 350발의 이란 미사일을 집계했다고 밝혔다. 또한, 이라크의 아르빌에 있는 미국 영사관을 향해 발사된 드론이 요격되었다. 이란은 페타티크바에 다시 탄도 미사일을 발사하여 4명이 사망하고 15명이 부상당했다. 피해자 중에는 홀로코스트 생존자 이베트 슈밀로비츠도 포함되었다. 두 발의 미사일은 텔아비브도 타격하여 여러 건물을 파괴했다.

### 6월 17일

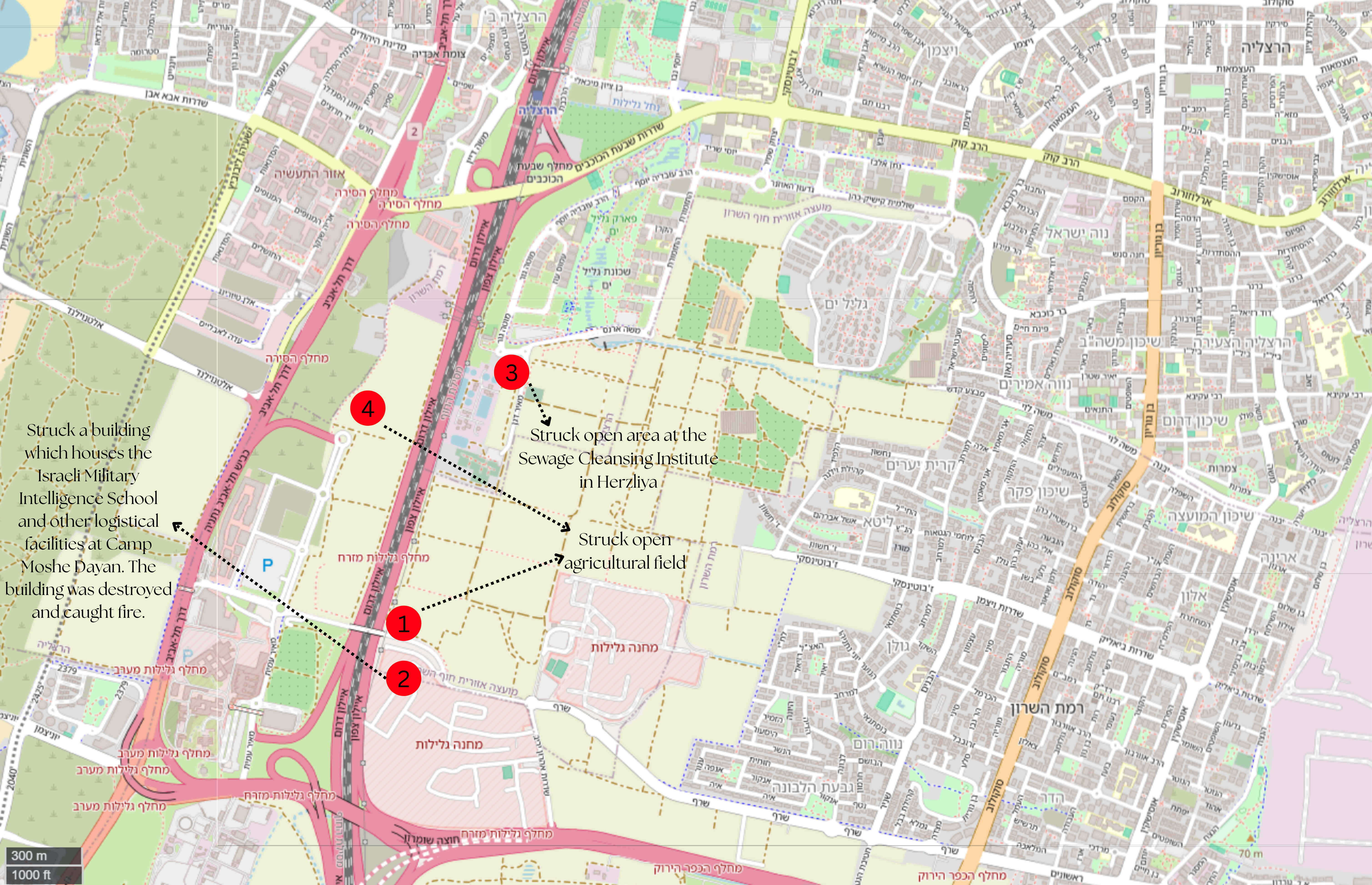
이스라엘 군사 정보 학교에 대한 이란의 공습

오전에 이란은 이스라엘에 약 20발의 미사일을 발사하여 5명에게 경미한 부상을 입혔으며, 이스라엘 전역의 목표물을 타격하여 텔아비브뿐만 아니라 바트얌과 탐라의 주거 지역을 공격했다. Ynet은 이란 미사일이 헤르츨리야 시를 타격하여 8층 건물을 손상시키고 빈 버스에 불을 붙였다고 보도했다. 텔아비브의 단 지구와 서예루살렘에서 폭발음이 들렸다. 더 타임스 오브 이스라엘은 이스라엘이 밤새 30대의 이란 드론을 격추했다고 보도했다. IRGC는 이스라엘의 군사 정보 센터와 모사드 작전 계획 센터를 공격했다고 주장했으며, 모셰 다얀 기지가 직접 타격되었다. 이란의 탄도 미사일 공격이 북부 이스라엘을 향했으나, 이스라엘에 의해 성공적으로 요격되었다.
IDF는 이란 탄도 미사일 발사대의 40%가 파괴되었다고 밝혔다. 미국의 전략연구소 (미국)는 5차례의 오전 공격이 이전의 일제 사격보다 화력이 약했음을 지적하며 이란의 미사일 전력이 약화되었다고 보았다.

### 6월 18일
밤 동안 이스라엘은 이란 드론 3대를 격추했다. 저녁에 이란은 이스라엘에 단 한 발의 탄도 미사일을 발사하여 텔아비브와 주변 지역에 사이렌을 울렸다. IRGC에 따르면, 장거리 세질 미사일이 공격에 사용되었고 한 남성이 경미한 부상을 입었다. 6월 18일 기준, IDF는 이란이 분쟁 시작 이후 이스라엘에 400발의 미사일과 1,000대의 드론을 발사했다고 추산했다. 이 중 도시 지역에 떨어진 미사일은 20발에 불과했으며, 200대 미만의 드론이 이스라엘 영공에 진입했지만, 이들 중 어떤 것도 목표물에 명중하지 않았다.

### 6월 19일
밤 동안 이란은 이스라엘에 탄도 미사일을 발사했고, IDF가 이를 요격했다. 이스라엘은 이스라엘 북부로 향하던 이란 드론 2대를 격추했다. 이른 아침, 이란은 이스라엘에 약 20발의 탄도 미사일을 발사하여 베르셰바의 소로카 의료 센터, 텔아비브, 라마트간, 홀론을 포함한 이스라엘 중부 및 남부의 최소 4개 지역을 타격했다. 이스라엘 보건부에 따르면, 271명이 부상당했으며, 소로카 병원 대변인은 병원에 상당한 피해가 있었다고 보고했다. 집속탄도 공격에 사용되었으며, 하나는 아조르의 주택을 타격했다.
소로카 의료 센터는 직격탄을 맞아 광범위한 피해와 화학 물질 누출이 의심되었다. 그곳에서 71명이 경미한 부상을 입었다. 라마트간에서는 22명이 부상당했으며, 미사일은 여러 고층 건물 근처에 떨어졌다. 홀론에서는 미사일이 주거 지역을 타격하여 16명이 부상당했다. 이후 이란은 이스라엘 북부에 최소 10발의 미사일을 발사했지만, 충격이나 사상자는 보고되지 않았다.

### 6월 20일
또 한 차례 이란의 미사일 공격이 이스라엘을 향해 발사된 후, 미사일이 베르셰바에 떨어져 아파트 단지가 파손되었고, 첨단 기술 시설 근처에서 화재가 발생했다. 베르셰바 중앙역은 공격으로 피해를 입었다. 7명의 민간인이 경상을 입었다.
이후 이란은 이스라엘을 향해 추가로 25발의 미사일을 발사했으며, 일부는 하이파, 이스라엘 중부 및 남부 지역을 타격했고 23명이 부상당했다. 베르셰바에서는 소형 폭발탄의 충격이 여러 차례 보고되었으며, 집속탄이 사용된 것으로 보인다. 텔아비브와 예루살렘에서도 폭발이 보고되었으며, 예루살렘에서는 적어도 1발의 미사일이 명중했다. 하이파에서는 알-자리나 모스크가 타격을 받았다. 이스라엘 내각 사무총장 요시 폭스(Yossi Fox)에 따르면, IDF는 지금까지 이란이 이스라엘을 향해 총 520발의 탄도미사일을 발사했으며, 그 중 단 25발만이 지면에 명중(목표를 정확히 타격한 것은 아님)했으며, 이는 약 5%의 명중률에 해당한다고 밝혔다.

### 6월 21일
이란이 새로운 미사일 공격을 감행하면서 텔아비브 및 인근 도시 홀론에서 화재가 발생했다.
이스라엘 소방 및 구조 서비스는 텔레그램을 통해 텔아비브 광역권인 구시단 지역의 3층 건물 옥상에서 발생한 화재를 진압 중이라고 밝혔다. 마겐 다비드 아돔은 인명 피해는 없었다고 전했다. 이란은 베이트셰안의 주거용 건물을 타격했으며, 다행히 부상자는 없었다.
IDF는 6월 20일부터 21일까지 사이에 이란의 드론 40대를 요격했다고 밝혔으며, 전쟁 발발 이후 총 470대의 드론을 격추해 99%의 요격률을 기록했다고 주장했다. 이란의 HESA 샤헤드 136 드론 한 대는 베이트셰안의 한 주택을 타격해 피해를 입혔고, 또 다른 한 대는 아라바 지역 공도 제90호선 인근 공터에 떨어졌다.

### 6월 22일
이스라엘군은 이란이 두 차례에 걸쳐 총 27발의 미사일을 발사했으며, 점령지인 골란고원, 상부 갈릴리, 이스라엘 북부 및 중부 해안 지역 등 11개 지역이 타격을 받았다고 밝혔다. 텔아비브와 하이파에서는 “광범위한 피해”가 보고되었으며, 총 86명이 부상당했다. 텔아비브에서는 건물 한 곳이 타격을 받아 13명이 경상을 입었고, 네스치오나에서는 6명이 부상당했다. 베르 야아코브 인근 431번 도로에서는 한 남성이 중상을 입었으며, 하이파에서는 요격에 실패한 이스라엘 미사일이 추락했을 가능성이 제기되었다. 탐지되지 않은 이란 미사일이 하이파의 공공 광장을 타격하여 3명에게 경상을 입혔다.
IRGC는 벤구리온 공항을 비롯해 연구시설, 지원 기지, 지휘 및 통제센터 등 여러 목표를 공격 대상으로 삼았다고 밝혔다. 이란 국영 언론은 이 공격에서 이란의 가장 무거운 미사일인 호람샤흐르-4가 발사되었다고 보도했다.

### 6월 23일
이란은 이스라엘에 15발의 미사일을 발사했고, 이스라엘 요격기에서 나온 파편이 여러 도시에 떨어졌다. 예루살렘에서 폭발음이 들렸고, 30분 동안 사이렌이 울렸다. IDF는 이 공격이 여러 발사체로 이루어진 5개의 개별적인 일제 사격으로 구성되었으며, 대부분의 미사일이 방공망에 의해 격추되었다고 밝혔다. 이스라엘 전력공사는 미사일이 "전략 기반 시설" 근처를 타격하여 이스라엘 남부에서 정전이 발생했다고 밝혔다. 이란 매체는 IRGC가 로켓 공격을 조직했으며, 제파트, 텔아비브, 아슈켈론, 아슈도드, 베이트셰안을 포함한 5개 지역에서 충격이 보고되었다고 보도했다. 반면 이스라엘 매체는 아슈도드와 서예루살렘 남부 라기스에서 4건의 폭발이 보고되었지만, 이스라엘 군사 검열로 인해 총 충격량은 불분명하다고 보도했다. 이스라엘 매체는 나하리야, 게셰르 하제브, 힐라, 메오나, 미일리아를 포함한 이스라엘 북부 지역사회에 공습 사이렌이 울렸다고 보도했다.

### 6월 24일
이란은 카타르에 있는 미국 알 우데이드 공군기지를 향해 최소 6발의 미사일을 발사했으며, 도하 상공에서 폭발이 보고되었다. 이란은 이 공격을 "기쁜 승전보 작전"이라고 불렀다. 카타르 관리들에 따르면, 알 우데이드 기지를 겨냥한 미사일은 요격되었고 사상자는 발생하지 않았다. 이라크의 미국 기지도 공격 대상이 된 것으로 알려졌다. 그러나 한 관리는 로이터에 카타르 외에는 미국 기지에 대한 공격이 없었다고 말했다.
이 공격은 여러 걸프 국가들로부터 비난을 받았다. 이란은 미국의 공격이 중동 및 북아프리카 지역에서 미군 붕괴를 초래할 것이라고 위협하며 미국을 "전쟁광 정권"이라고 불렀다. 사우디아라비아는 이란의 공격이 국제법 위반이라고 말했다.

## 휴전 국면
동부표준시 18:02에 트럼프는 그 분쟁을 12일 전쟁이라고 부르며 이스라엘과 이란 간의 휴전 협정이 이행될 법하다고 선언했다. 이란 외무부장관 아바스 아라그치는 어떤 휴전 제안도 합의되지 않았지만 이스라엘도 같이 적대 행위를 "테헤란 시간으로 4시 이후로는" 중단한다면 이란은 그 군사 활동을 중단할 법 하다고 정말로 진술했다라고 말하면서 이 선언을 문제 삼았다. 테헤란 시간으로 6월 24일 6:45에 이란 방공이 이스라엘의 계속되는 수도에 대한 타격에 대응하면서 이란은 7:07 이스라엘에 다른 미사일을 발포했다. 그날 아침 늦게 이스라엘은 미국과 카타르가 중재하는 양자간의 휴전이 합의되었고 작전 목표가 성취되었다고 선언했다.
그리니치 평균시 0시에 미국 대통령은 (모두 대문자로) "휴전이 발효 중이에요. 부디 휴전을 위반하지 마세요!"라고 쓰면서 휴전이 합의되었으니 양측이 위반하지 말라고 간청한다고 소셜 미디어에 진술했다. 그리니치 평균시 7:35분경 이스라엘 공무원이 다른 미사일 진이 이란에서 발사되었다고 주장했다. 이스라엘 국방부장관 이스라엘 카츠는 "이란이 전적으로 휴전을 위반했다"라고 말하면서 이스라엘 방위군에게 이란에 대한 공격을 다시 계속하라고 지시했다. 이스라엘 방위군 군무원은 탄도 미사일 2개가 휴전이 시작된 지 거의 2시간 반 후에 이스라엘 북구를 향해 발사되었고 두 미사일 다 이스라엘 방공으로 차단되었다고 보고했다. 그러나 이란군의 the Chief of the General Staff인 압돌라힘 무사비는 이란군이 휴전을 위반했다는 책망을 부인하고 이스라엘의 미사일 발사 책망은 허위라고 주장했다. 이란의 최고 국가안전보장회의는 "어떤 이 이상의 공격도 이란의 결정적이고 확고하며 마침 알맞은 대응과 마주쳤다."라고 경고했다. 이스라엘의 이란 타격의 어떤 보고도 현지 시각 4시 이후에는 없었지만, 이슬람혁명수비대 중앙 본부는 이스라엘이 그리니치 평균시 5:30까지 타격을 수행했다고 주장했다.
잠시 후에 도널드 트럼프는 "이란이 위반했고 이스라엘도 위반했다."라고 말하면서 이스라엘과 이란이 모두 휴전 관계를 위반했다고 문책했다. 그는 이스라엘에게 이란에 대한 보복 수단 공격을 개시하지 말고 조종사를 다시 부르지 말라고 경고했다. 헤이그의 나토 지도자들의 정상 회의를 위해 에어포스원으로 떠난 직후에 트럼프는 트루스 소셜에 "휴전은 발효 중이다. 모든 항공기는 돌아서서 고국으로 향한다."라고 게시했다. 이스라엘 공무원을 인용한 악시오스의 한 기자에 따르면, 트럼프는 이스라엘 총리 베냐민 네타냐후에게 연락을 했는데, 그 통화에서 이란을 공격하지 말라고 요청했다. 이에 반응하여 네타냐후는 휴전을 위반한 건 이란 탓이라는 이스라엘의 입지를 반복하면서 그 공격을 철회할 수 없다고 진술했다. 하지만 전해진 바에 따르면 그는 트럼프에게 그 타격은 도로 축소될 법하니 한 표적만 타격하겠다고 이야기했다. 거의 동시에 이란 매체는 테헤란의 폭파음을 보도했고 바볼사르의 북부 도시가 공격 받았다고 주장했다. 이스라엘 군용 라디오가 테헤란 부근에 레이더 시설에 대한 타격을 확인했다는 보도도 있었다. 이란은 마지막 미사일 진은 휴전이 발효될 예정보다 몇 분 전에 실행에 옮겨졌다고 말하면서 처음의 공격을 옹호했다. 네타냐후의 집무실은 테헤란 부근의 레이더 시설 파괴를 확인하는 진술을 내고 그는 이란에 대한 이 이상의 공격을 자제하겠다고 말했다.

## 사상자
6월 20일 기준, HRANA는 이란에 대한 공격으로 최소 657명이 사망하고 2,037명이 부상당했다고 보고했다. NBC 뉴스에 따르면, 이란 보건부는 2,500명 이상이 부상당했다고 밝혔다. 총 IDF는 최소 6명의 고위 군사 지휘관을 사살했다고 보고했다.
6월 15일, 두 지역 소식통은 차량 폭탄 테러로 사망한 일부 과학자를 포함하여 이란 핵 과학자의 사망자 수가 14명으로 늘었다고 보도했다. 이란의 동아제르바이잔주 주지사는 첫날 공격으로 해당 주에서 31명이 사망했으며, 이 중 30명은 군인, 1명은 이란 적신월사 요원이라고 발표했다.
6월 16일, 이스라엘의 사망자는 8명, 부상자는 약 100명으로 보고되었다. 같은 날, CNN은 이스라엘의 사상자가 24명 사망, 592명 부상으로, 이 중 10명은 중상이라고 보도했다.

## 전투 서열
다음은 현재 진행 중인 전쟁의 전투 서열이다:
- 이스라엘 및 동맹국:
- 이스라엘
  -  이스라엘군
    -  이스라엘 공군
      - 제1항공단
        - 제101비행대대[380]
        - 제109비행대대[381]

      - 제6항공단
        - 제69비행대대[382]
        - 제107비행대대[383]

      - 제8항공단
        - 제133비행대대[384]

      - 제28항공단
        - 제120비행대대[385]

      - 제30항공단
        - 제147비행대대[386]

      - 방공사령부

    -  이스라엘 해군[387]
      - 아틀리트 아레나
        - 제13소함대[388]

      - 북부 아레나
        - 제3소함대[388]
        - 제7소함대[388]

    - 본토 사령부
    - 군사 정보국[316]

  - 모사드
- 미국
  - 틀:나라자료 미합중국군
    -  미국 공군
      - 공군지구권타격사령부
        - 제8공군
          - 제509폭격비행단[389]
          - 제131폭격비행단[389]

    -  미국 해군
      - USS 조지아 (SSGN-729)[390]

- 이란 및 동맹국:
- 이란
  -  이란군
    - 카탐 알안비야 중앙 사령부
    - 이란군 총참모부[391]
      -  이란 육군
        -  이란 육군 지상군
          - 제92기갑사단[392]

        -  이란 공군
          - 이란 공군 제1전술항공기지[114]
          - 이란 공군 제2전술항공기지[393][394]
          - 이란 공군 제8전술항공기지[387]
          - 이란 공군 제14전술항공기지[395]
          - 하마단 공군기지[396]
            - 제31전술전투비행대대[396]

          - 케르만샤 공항
            - 제1전투강습단[397]

        -  이란 해군[393]
        -  방공군
          - 하즈라트-에 마수메 방공단[398]
          - 혼다브 방공단[398]

      - 틀:나라자료 이란 이슬람 혁명 수비대
        -  지상군
          - 제3함제 세이예드 올 쇼하다 특수부대 사단[392]
          - 제8나자프-에 아슈라프 기갑사단[387]
          - 제29나비 아크람 사단[397]
          - 제31아슈라 기계화사단[399]
          - 제216기갑여단[393]
          - 하즈라트-에 루홀라 부대[398]

        - 틀:나라자료 이란 이슬람 혁명 수비대 [[틀:나라자료 이란 이슬람 혁명 수비대 공군]]
          - IRGC 방공군

        -  쿠드스군
          - 팔레스타인 군단[218]
          - 제190부대[400]

        -  바시즈[401]
        - 정보 기구
        - 안사르 알마흐디 군단[162]

      -  이란 경찰

### 내용주
1. ↑  6월 13일 분쟁 시작 이후 간접적으로 참여했으며, 6월 22일 미국의 이란 핵 시설 공습 중 직접적으로 참여했다.
2. ↑  이스라엘 여성 한 명이 이란 미사일을 피해 대피하던 중 심장마비로 사망했다.[6]
3. ↑  후제스탄주에서 54명[10][더 나은 출처 필요]
곰주에서 22명[11]
하마단주에서 30명[12]
로레스탄주에서 5명[13]
테헤란주에서 28명[14]